# UFC Fight Night: Boetsch vs. Henderson
UFC Fight Night: Boetsch vs. Henderson foi um evento de Artes Marciais Mistas promovido pelo Ultimate Fighting Championship, é esperado para ocorrer em 6 de junho de 2015 no New Orleans Arena em Nova Orleans, Louisiana.

## Background
O evento principal seria a disputa entre os meio pesados, Ryan Bader e Daniel Cormier. Porém, como Jon Jones perdeu o cinturão, Cormier foi movido para uma luta pelo título vago e Bader então ficou sem adversário. Em 4 de Maio, o UFC anunciou que retiraria Bader do card e a nova luta principal agora será o combate entre os pesos médios Tim Boetsch e Dan Henderson.
Alan Jouban era esperado para enfrentar Brian Ebersole no evento, no entanto, uma lesão o tirou da luta e ele foi substituído por Omari Akhmedov.
Zubaira Tukhugov era esperado para enfrentar Thiago Tavares no evento. No entanto, em 25 de Abril, foi anunciado que Tukhugov teria que se retirar da luta devido a uma lesão desconhecida sendo substituído por Brian Ortega.
Daniel Sarafian era esperado para enfrentar Ricardo Abreu no evento. Porém, em 4 de Maio, Sarafian foi forçado a se retirar da luta devido a uma lesão sendo substituído por Jake Collier.

## Bônus da Noite
- Luta da Noite:  Brian Ortega vs.  Thiago Tavares
- Performance da Noite:  Dustin Poirier e  Shawn Jordan